# Amastra crassilabrum
†Amastra crassilabrum là một loài ốc động vật thân mềm chân bụng trong họ Amastridae. Loài này đặc hữu quần đảo Hawaii, (Hawaii).